# Liste des sénateurs d'Eure-et-Loir
Pour un article plus général, voir Élections sénatoriales françaises.
Cette liste recense les sénateurs du département français d'Eure-et-Loir depuis les élections de 1876.

## Sénateurs d'Eure-et-Loir sous la

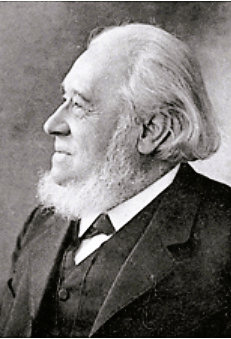
Émile Labiche, sénateur de 1876 à 1912.

## Sénateurs d'Eure-et-Loir sous laIIIeRépublique
Pour un article plus général, voir Sénat (Troisième République).

### Élections de 1876
1. Jules-Jacques Delacroix
2. Émile Labiche

### Élections de 1885
Pour un article plus général, voir Élections sénatoriales françaises de 1885.
- Ferdinand Jumeau de janvier à octobre 1885 (décès), remplacé par Pierre Dreux de 1885 à 1888 (décès), remplacé par Louis Vinet de 1888 à 1894
- Émile Labiche

### Élections de 1894
- Louis Vinet
- Émile Labiche

### Élections de 1903
- Louis Vinet
- Émile Labiche

### Élection partielle de 1905
- Georges Fessard de 1905 à 1912, en remplacement d'Henri Wallon, sénateur inamovible décédé

Ce siège supplémentaire entraîne une représentation de l'Eure-et-Loir par trois sénateurs au lieu de deux précédemment.

### Élections de 1912
- Louis Vinet

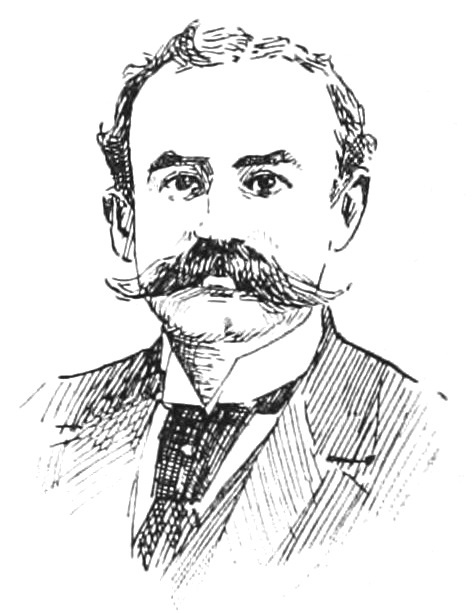
Gustave Lhopiteau, sénateur de 1912 à 1930.

- Louis Baudet de 1912 à 1918 (décès), remplacé par Albert Royneau de 1920 à 1921
- Gustave Lhopiteau

### Élections de 1921
Pour un article plus général, voir Élections sénatoriales françaises de 1921.
- Gustave Lhopiteau

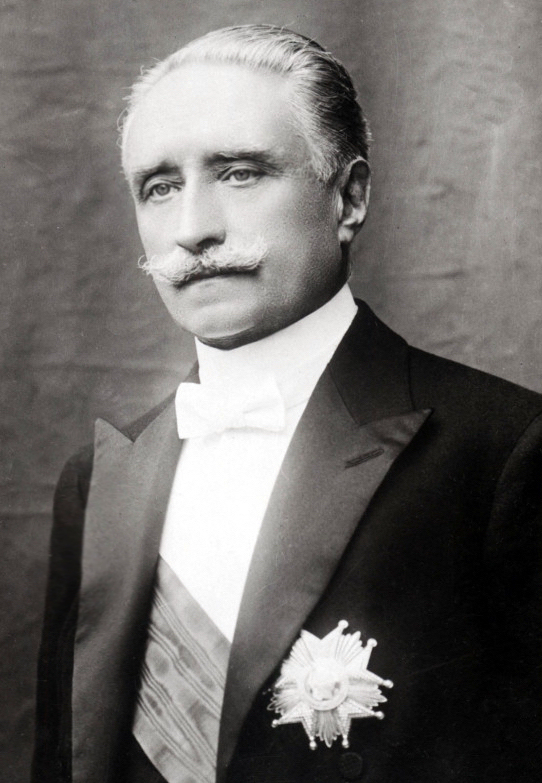
Paul Deschanel, président de la République de février à septembre 1920 et sénateur de 1921 à 1922.

- Paul Deschanel de 1921 à 1922 (décès), remplacé par Henri Villette-Gaté de 1922 à 1928 (décès), lui-même remplacé par Jean Valadier de 1928 à 1930
- Albert Royneau de 1921 à 1922 (décès), remplacé par Paul Bouvart de 1922 à 1930

### Élections de 1929 (renouvellement 1930)
Pour un article plus général, voir Élections sénatoriales françaises de 1929.
- Jean Valadier
- Maurice Viollette

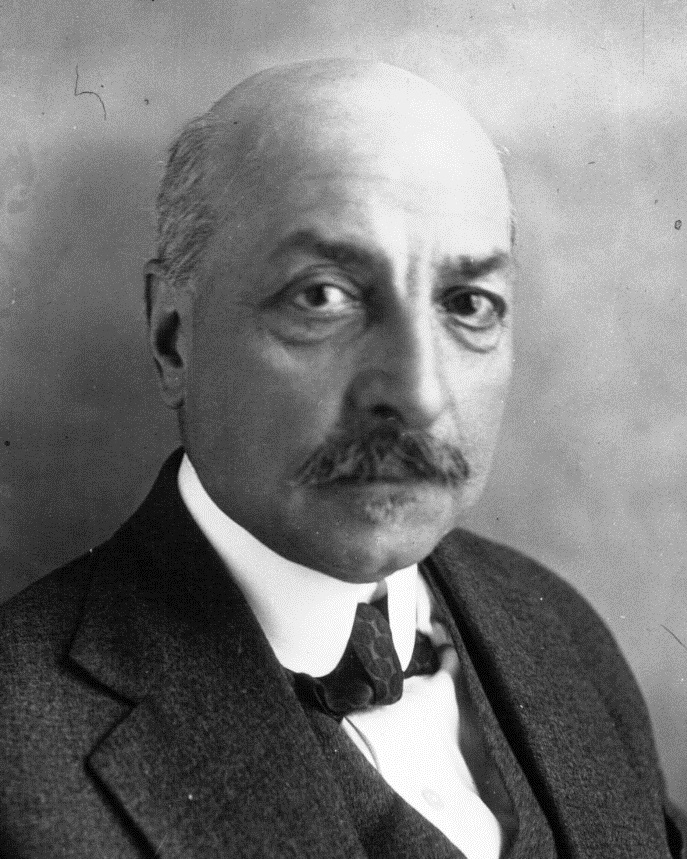
Maurice Viollette, sénateur de 1930 à 1939.

- Paul Bouvart de 1930 à 1933 (décès), remplacé par Jacques Benoist de 1933 à 1939

### Élections de 1938 (renouvellement 1939)
Pour un article plus général, voir Élections sénatoriales françaises de 1938.
- Jean Valadier
- Jacques Gautron
- Raymond Gilbert

## Sénateurs d'Eure-et-Loir sous laIVeRépublique

### Élections de 1946
Pour un article plus général, voir Élections sénatoriales françaises de 1946.
- Charles Brune
- Robert Brizard

### Élections de 1948
Pour un article plus général, voir Élections sénatoriales françaises de 1948.
- Charles Brune
- Robert Brizard

### Élections de 1955
- Charles Brune de 1955 à 1956 (décès), remplacé par François Levacher de 1956 à 1959
- Robert Brizard de 1955 à 1959

## Sénateurs d'Eure-et-Loir sous laVeRépublique

### Élections de 1959
Pour un article plus général, voir Élections sénatoriales françaises de 1959.
- Guy de La Vasselais
- François Levacher

### Élections de 1962
Pour un article plus général, voir Élections sénatoriales françaises de 1962.
- Guy de La Vasselais
- François Levacher

### Élections de 1971
Pour un article plus général, voir Élections sénatoriales françaises de 1971.
- Émile Vivier
- Jean Cauchon

### Élections de 1980
Pour un article plus général, voir Élections sénatoriales françaises de 1980.
- Jean Cauchon
- Raymond Poirier

### Élections de 1989
Pour un article plus général, voir Élections sénatoriales françaises de 1989.
- Jean Grandon
- Martial Taugourdeau

### Élections de 1998
Pour un article plus général, voir Élections sénatoriales françaises de 1998.

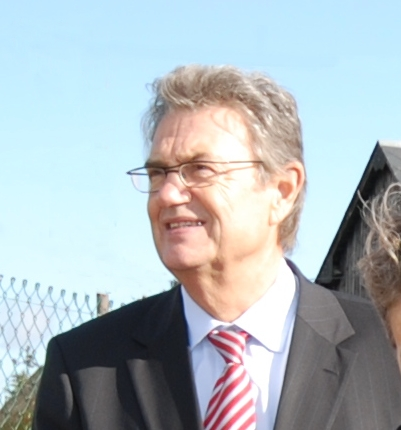
Gérard Cornu, sénateur de 1998 à 2018.

- Martial Taugourdeau de 1998 à 2001 (décès), remplacé par Joël Billard, UMP, de 2001 à 2008
- Gérard Cornu, UMP

### Élections de 2008
Pour un article plus général, voir Élections sénatoriales françaises de 2008.
L'élection s'est déroulée au scrutin majoritaire à deux tours, le département d'Eure-et-Loir s'étant vu attribuer un poste de sénateur supplémentaire par rapport aux précédents scrutins. Trois candidats ayant atteint la majorité absolue, ils ont été élus dès le premier tour :
- Gérard Cornu, UMP
- Joël Billard, UMP
- Albéric de Montgolfier, UMP

#### Résultats détaillés[1]
Inscrits : 1 244

Abstentions : 12 (0,96 %)

Votants : 1 232 (99,04 %)

Blancs et nuls : 10 (0,80 %)

Exprimés : 1 222 (98,23 %)
- Christian Gigon (PRG) : 239 voix (19,56 %)
- Gérard Franck (Divers centre) : 18 voix 1,47 %
- Gérard Cornu (UMP) : 706 voix (57,77 %)
- Jacques Lemare (UMP - non investi par son parti) : 184 (15,06 %)
- Joël Billard (UMP) : 616 voix (50,41 %)
- Patrick Hoguet (Divers droite) : 227 voix (18,58 %)
- Jacky Jaulneau (PS) : 362 voix (29,62 %)
- Philippe Loiseau (FN) : 19 (1,55 %)
- Albéric de Montgolfier (UMP) : 633 (51,80 %)
- Jacques Geffroy (PS) : 201 (16,45 %)
- Gisèle Quérité (PCF) : 70 (5,73 %)

### Élections de 2014
Pour un article plus général, voir Élections sénatoriales françaises de 2014.
- Gérard Cornu, UMP démissionnaire le 30 décembre 2018, remplacé par Françoise Ramond, non inscrite
- Albéric de Montgolfier, UMP
- Chantal Deseyne, UMP

### Élections de 2020
Pour un article plus général, voir Élections sénatoriales françaises de 2020.
- Albéric de Montgolfier, LR
- Chantal Deseyne, LR
- Daniel Guéret, LR